# Romane Miradoli
Romane Miradoli (Bonneville, 10 marzo 1994) è una sciatrice alpina francese.

## Biografia
Romane Miradoli, originaria di Flaine, ha esordito nel Circo bianco il 23 novembre 2009 in uno slalom gigante valido ai fini del punteggio FIS in Val Thorens, piazzandosi 21ª. Nel 2010 ha debuttato in Coppa Europa a Courchevel in gigante, senza riuscire a concludere la seconda manche, e ha vinto due titoli francesi juniores, in supergigante e slalom gigante. II 7 febbraio 2012 ha conquistato la sua prima vittoria in Coppa Europa in supergigante, sul tracciato slovacco di Jasná, e il 7 dicembre successivo ha debuttato in Coppa del Mondo, senza concludere una supercombinata a Sankt Moritz.
Nel 2013 ai Mondiali juniores del Québec ha conquistato la medaglia di bronzo nello slalom gigante e nella discesa libera. Nel 2015 ha conquistato la mdeglia d'argento nella combinata ai Mondiali juniores di Hafjell (in Norvegia); ha esordito ai Campionati mondiali a Sankt Moritz 2017, dove si è classificata 31ª nella discesa libera, 16ª nel supergigante e 16ª nella combinata. Ai XXIII Giochi olimpici invernali di Pyeongchang 2018, sua prima presenza olimpica, si è classificata 18ª nella discesa libera, 19ª nel supergigante e non ha completato la combinata; ai Mondiali di Åre 2019 è stata 20ª nella discesa libera, 17ª nel supergigante e 25ª nello slalom gigante e ai XXIV Giochi olimpici invernali di Pechino 2022 si è classificata 13ª nella discesa libera, 11ª nel supergigante e non ha completato la combinata.
Il 5 marzo 2022 ha conquistato a Lenzerheide in supergigante la prima vittoria, nonché primo podio, in Coppa del Mondo; l'anno dopo ai Mondiali di Courchevel/Méribel 2023 si è piazzata 15ª nella discesa libera, 16ª nel supergigante e non ha completato lo slalom gigante e la combinata e a quelli di Saalbach-Hinterglemm 2025 è stata 23ª nella discesa libera, 15ª nel supergigante e 11ª nella combinata a squadre.

## Palmarès

### Mondiali juniores
- 3 medaglie:
  - 1 argento (combinata a Hafjell 2015)
  - 2 bronzi (discesa libera, slalom gigante a Québec 2013)

### Coppa del Mondo
- Miglior piazzamento in classifica generale: 17ª nel 2020
- 4 podi (in supergigante):
  - 1 vittoria
  - 3 terzi posti

#### Coppa del Mondo - vittorie
| Data         | Località    | Paese    | Specialità |
| ------------ | ----------- | -------- | ---------- |
| 5 marzo 2022 | Lenzerheide | Svizzera | SG         |

Legenda:

SG = supergigante

#### Coppa del Mondo - gare a squadre
- 1 podio:
  - 1 secondo posto

### Coppa Europa
- Miglior piazzamento in classifica generale: 5ª nel 2013
- Vincitrice della classifica di combinata nel 2013
- Vincitrice della classifica di supergigante nel 2015
- 12 podi
  - 5 vittorie
  - 4 secondi posti
  - 3 terzi posti

#### Coppa Europa - vittorie
| Data             | Località  | Paese      | Specialità |
| ---------------- | --------- | ---------- | ---------- |
| 7 febbraio 2012  | Jasná     | Slovacchia | SG         |
| 2 dicembre 2012  | Kvitfjell | Norvegia   | SG         |
| 4 dicembre 2012  | Trysil    | Norvegia   | GS         |
| 16 febbraio 2015 | Davos     | Svizzera   | SG         |
| 25 gennaio 2016  | Châtel    | Francia    | SG         |

Legenda:

SG = supergigante

GS = slalom gigante

### South American Cup
- Miglior piazzamento in classifica generale: 30ª nel 2012
- 2 podi:
  - 1 secondo posto
  - 1 terzo posto

### Campionati francesi
- 17 medaglie:
  - 9 ori (supergigante nel 2016; discesa libera nel 2018; discesa libera, supergigante nel 2019; discesa libera, supergigante, combinata nel 2022; discesa libera, supergigante nel 2025)
  - 1 argento (discesa libera nel 2017)
  - 7 bronzi (supergigante nel 2012; slalom gigante nel 2014; discesa libera nel 2016; supergigante, slalom gigante, combinata nel 2017; supergigante nel 2018)

### Campionati francesi juniores
- Campionessa francese juniores di supergigante nel 2010
- Campionessa francese juniores di slalom gigante nel 2010[senza fonte]